# Kelhauri (Chachai)
Kelhauri (Chachai) is een census town in het district Anuppur van de Indiase staat Madhya Pradesh. 

## Demografie
Volgens de Indiase volkstelling van 2001 wonen er 9502 mensen in Kelhauri (Chachai), waarvan 53% mannelijk en 47% vrouwelijk is. De plaats heeft een alfabetiseringsgraad van 70%. 